# Baddeleyita

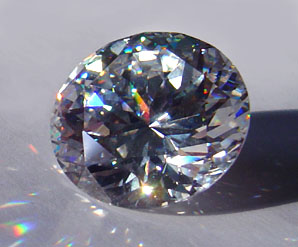
Um cristal lapidado de zircônia, ou baddeleyita

Baddeleyita é um raro mineral de óxido de zircônio (ZrO2 ou zircônia). Ocorre em diversos cristais monoclínicos prismáticos.

## Ficha Técnica
- Grupo:Óxidos
- Sistema cristalino:Monoclínico
- Fórmula química:ZrO2
- Dureza:6,5 ( escala de Mohs )
- Densidade:5,5-6
- Clivagem:Perfeita
- Fratura:Concóide
- Cor:Incolor,amarelo,marrom a preto
- Cor do traço:Branca
- Brilho:Vítreo a resinoso
- Fluorescência:Ausente